# 농업인재개발원
농업인재개발원(農業人材開發院, Agriculture Human Resource Development Institute ; AHDI)은 창조성과 전문성을 겸비한 농업인재 양성을 지원하고 실습형 현장학습 교육을 위해 설립된 대한민국 농림수산식품부 산하 한국농림수산정보센터 부설기관이었다. 2012년 5월 23일 한국농림수산정보센터, 농촌정보문화센터와 통합하여 농림수산식품교육문화정보원이 출범하며 폐지되었다. 경기도 안양시 동안구 호계1동 944-4에 위치하고 있었다.

## 연혁
- 2009년 2월 10일 한국농림수산정보센터 부설 농업인재개발원 설치[4]
- 2012년 5월 23일 농림수산식품교육문화정보원 출범과 함께 폐지[5]

## 같이 보기
- 고용개발원
- 보험개발원
- 통계개발원
- 국토해양인재개발원
- 아시아문화개발원